# Wissenschaftsjahr 1531
Liste der Wissenschaftsjahre

◄◄ | ◄ | 1527 | 1528 | 1529 | 1530 | Wissenschaftsjahr 1531 | 1532

Weitere Ereignisse
Dieser Artikel behandelt das Wissenschaftsjahr 1531.

## Ereignisse

### Geisteswissenschaften

#### Pädagogik
- März: Das Katharineum zu Lübeck wird als Lateinschule im Rahmen der reformatorischen Neuordnung von Kirche, Schule und Sozialfürsorge durch die von Johannes Bugenhagen verfasste Kirchenordnung gegründet. Der erste Rektor ist Hermann Bonnus. Die Schule finanziert sich anfangs zum Teil aus dem Klostervermögen, aber auch aus den Stiftungsgeldern der Sängerkapelle der Marienkirche. Dafür hat der Schülerchor den liturgischen Gesang in den Hauptkirchen zu übernehmen.
- Das Gymnasium bei St. Anna in Augsburg wird gegründet

#### Theologie
- Die im Mai des Vorjahres von Philipp Melanchthon unter spürbarem Einfluss von Martin Luther verfasste Apologie der Confessio Augustana wird Ende April als Doppelausgabe mit der Confessio Augustana bei Georg Rhau erstmals veröffentlicht.

### Ingenieurwissenschaften

#### Küsteningenieurwesen
- Herbst: Der Leuchtturm Kõpu auf der estnischen Insel Hiiumaa nimmt seinen Betrieb auf und wird bis ins 21. Jahrhundert ununterbrochen genutzt.[1][2]

### Naturwissenschaften

#### Astronomie
- 26. August: Der Halleysche Komet erreicht sein Perihel. Er ist an diesem Tag zum einzigen Mal in diesem Jahrhundert zu sehen. Zuletzt war er 1456 zu beobachten, das nächste Mal erst im Jahr 1607. Der Komet wird von Peter Apian beobachtet, der auch erkennt, dass der Schweif eines Kometen immer von der Sonne weg zeigt.[3][4]
- Peter Apian veröffentlicht in Ingolstadt sein Buch Introductio Cosmographiae, cum quibusdam Geometriae ac Astronomiae principiis eam necessariis ad rem.[5] Bei dem Lehrbuch handelt es sich um eine gekürzte Fassung seines Werks Cosmographicus liber aus dem Jahr 1524. Das Buch dient als Einführung in die Kosmografie und bietet grundlegende Kenntnisse in Geometrie und Astronomie, die für das Verständnis der Weltkarten und Himmelskarten jener Zeit notwendig sind.[6]

#### Geowissenschaften

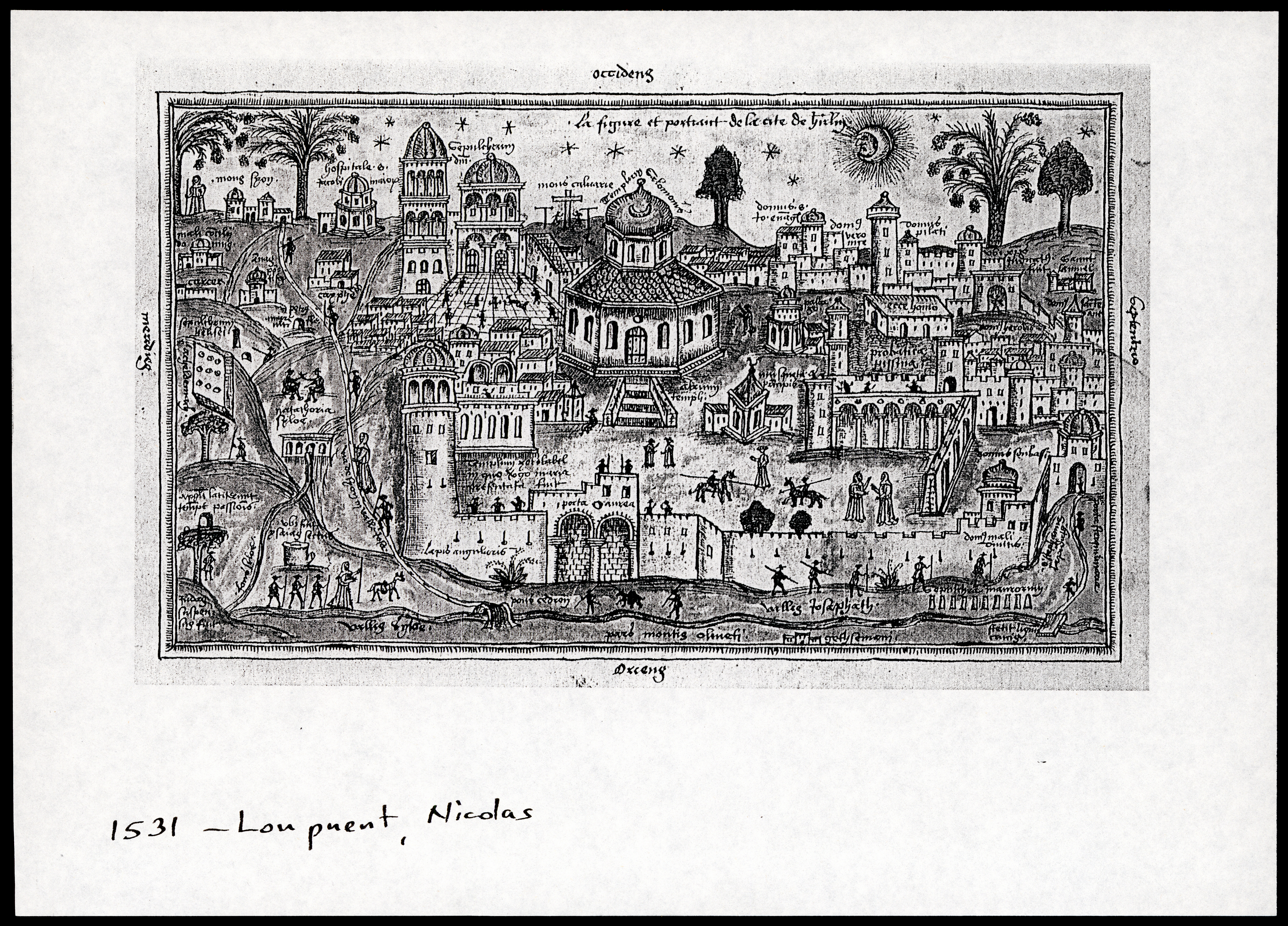
Nicolas Loupvant – Jerusalem (1531)

##### Geographie
- Der französische Mathematiker und Kartograf Oronce Fine entwirft seine „Doppelherz-Weltkarte“. Sie trägt den Titel Nova et integra universi orbis descriptio (Deutsch: Eine neue und vollständige Beschreibung der Welt). Die Karte zeigt die Welt in zwei nebeneinanderliegenden Herzen, wobei die linke Hemisphäre die nördliche und die rechte die südliche Halbkugel repräsentiert. Nordamerika und Asien sind als zusammenhängende Landmasse dargestellt. Im Süden ist eine große Landmasse namens Terra Australis eingezeichnet. Das westliche Meer wird erstmals als Mare Magellanicum bezeichnet und die Magellanstraße beschriftet.
- Der französische Zeichner Nicolas Loupvant zeichnet eine detaillierte Ansicht der Stadt Jerusalem, die topografische Elemente mit symbolischen Darstellungen religiöser Stätten kombiniert.[7]

##### Geophysik
- 26. Januar: Bei einem Erdbeben in Lissabon kommen zwischen 1.000 und 30.000 Menschen ums Leben.[8][9]

### Strukturwissenschaften

#### Mathematik
- Oronce Fine wird 1531 Mathematikprofessor am im Jahr zuvor von König Franz I. gegründeten Collège Royale. Hier unterrichtet er bis zu seinem Tod im Jahr 1555.[10] Sein Buch Epitre Exhortative, Touchant la Perfection & Commodite des Ars Liberaulx Mathematiques erscheint ebenfalls 1531 bei Pierre Leber in Paris.[11] Das poetische Werk besteht aus 89 Strophen, in denen Fine die Mathematik als eine der edelsten und nützlichsten Disziplinen der freien Künste darstellt. Er betont die zentrale Rolle der Mathematik in verschiedenen Bereichen wie Astronomie, Geographie, Musik und Architektur.[12]

## Geboren

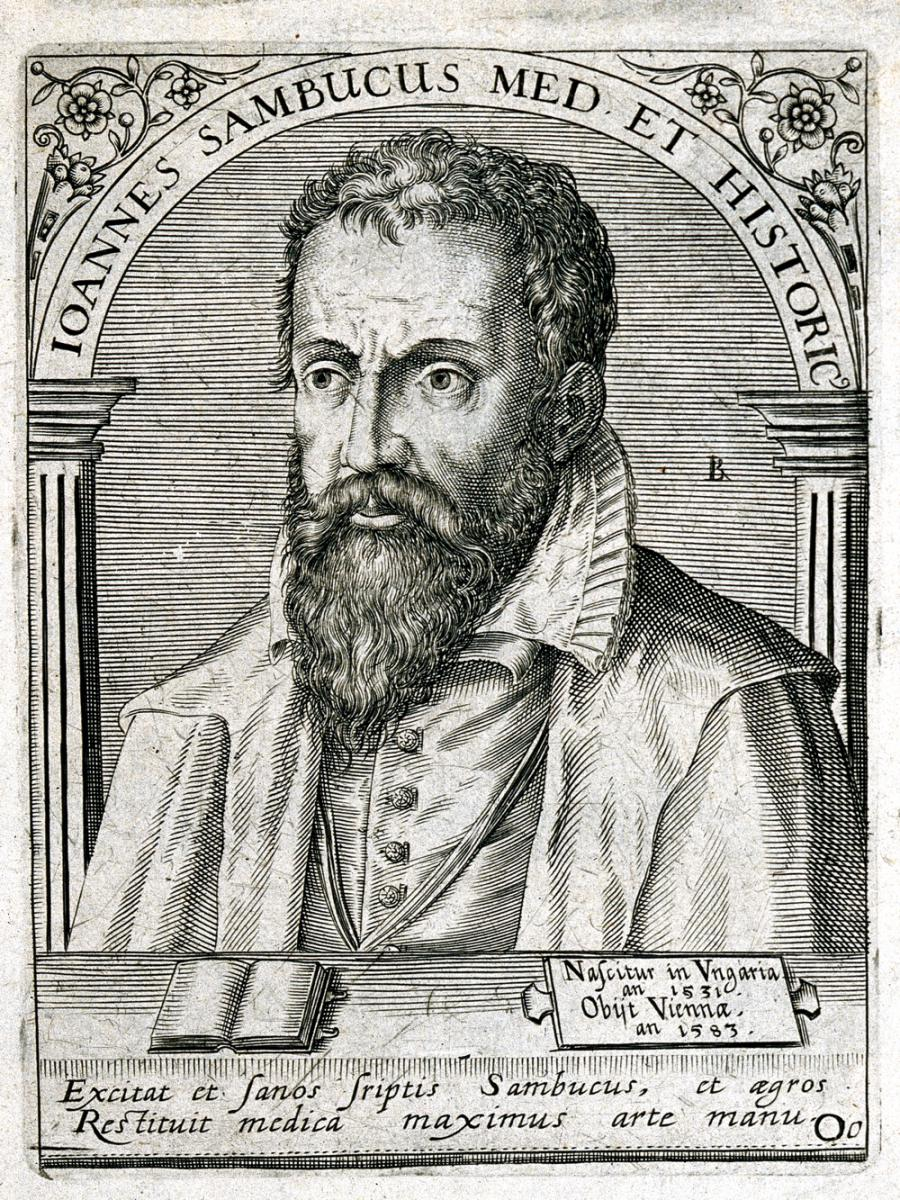
Johannes Sambucus; * 25. Juli

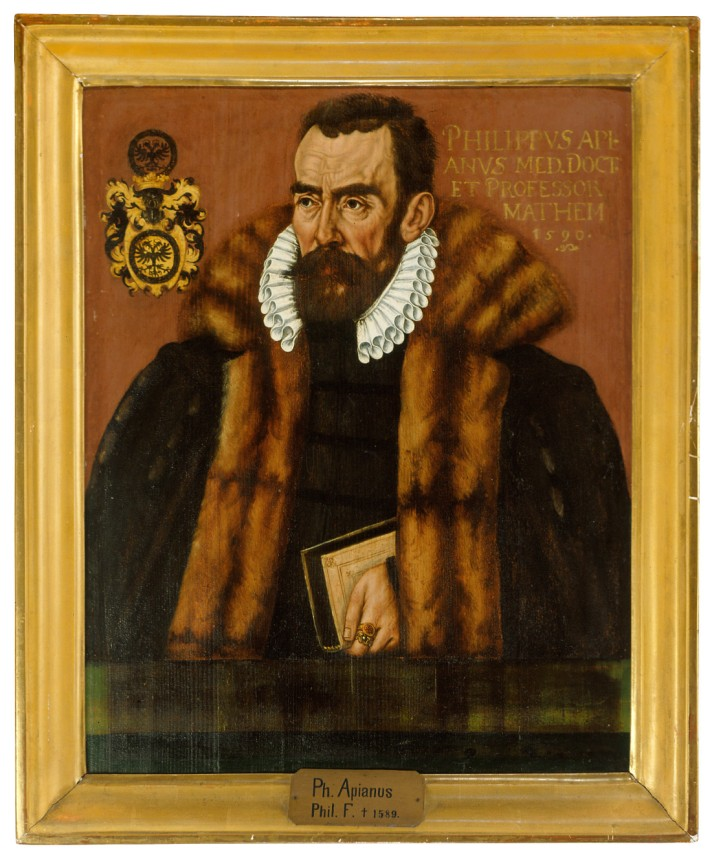
Philipp Apian; * 14. September

### Geburtsdatum gesichert
- 05. oder 6. Februar: Paul Crell, deutscher lutherischer Theologe († 1579)
- 14. Februar: Burkhard Leemann, Schweizer evangelischer Geistlicher und Antistes von Zürich († 1613)

- 20. März: Johann Sagittarius, deutscher evangelischer Theologe († 1584)
- 22. Juli: Leonhard Thurneysser, Basler Goldschmied, Metallurg, Hüttentechniker und Gelehrter († 1596)
- 25. Juli: Johannes Sambucus, ungarischer Arzt, Philologe, Polyhistor, Dichter, Bibliophiler und Mäzen († 1584)
- 14. September: Philipp Apian, deutscher Mathematiker, Arzt, Kartograph und Heraldiker († 1589)
- 06. Oktober: Valentin Thau, deutscher Mathematiker, Astronom und Jurist († 1575)
- 07. Oktober: Scipione Ammirato, italienischer Historiker († 1601)
- 25. Oktober: Matthias Wesenbeck, flämischer Jurist († 1586)
- 29. November: Johannes Letzner, niedersächsischer evangelischer Pfarrer und Chronist († 1613)

### Genaues Geburtsdatum unbekannt
- Bonaventure Corneille Bertram, französischer evangelischer Theologe und Hochschullehrer († 1594)
- Heinrich Paxmann, deutscher Ethnologe, Rektor und Mediziner († 1580)
- Agostino Ramelli, italienischer Ingenieur († 1600)

## Gestorben

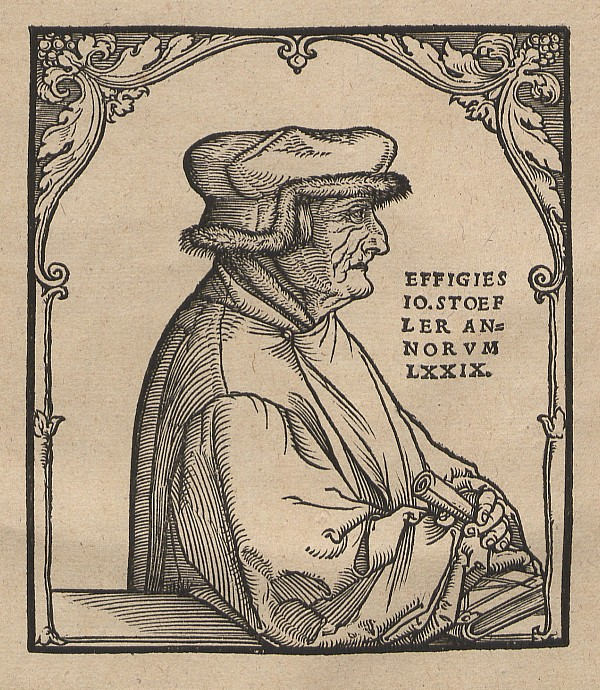
Johannes Stöffler; † 16. Februar

### Todesdatum gesichert
- 01. Januar: Joachim Sterck van Ringelbergh, flämischer Universalgelehrter, Humanist, Mathematiker, Astrologe (* um 1499)
- 16. Februar: Johannes Stöffler, deutscher Mathematiker, Astronom, Astrologe, Pfarrer und Professor an der Universität Tübingen (* 1452)
- 28. März: Nicholas Leonicus Thomaeus, italienischer Humanist, Hochschullehrer für Altgriechische Sprache (* 1456)
- 17. Mai: Konrad Wimpina, deutscher Humanist und römisch-katholischer Theologe (* um 1460)
- 22. Juli: Georg Hutter, deutscher Theologe und Büchersammler (* um 1472)
- 07. September: Gregor Haloander, deutscher Jurist (* 1501)
- 24. November: Johannes Oekolampad, Schweizer Theologe und Humanist; Reformator von Basel (* 1482)